# Pachycephala mentalis
El silbador barbinegro (Pachycephala mentalis) es una especie de ave paseriforme de la familia Pachycephalidae endémica de las Molucas septentrionales. 

## Taxonomía
Anteriormente se consideró conespecífico del silbador dorado, pero en la actualidad se consideran especies separadas.
Se reconocen tres subespecies:
- P. m. tidorensis – van Bemmel, 1939: se encuentra en las islas de Tidore y Ternate;
- P. m. mentalis – Wallace, 1863: ocupa las islas Bacan, Halmahera y Morotai;
- P. m. obiensis – Salvadori, 1878: está localizada en las islas Obi.

## Descripción
El silbador barbinegro es un silbador relativamente grande. Sus machos se caracterizan por tener la barbilla negra en contraste con la garganta blanca, y además tienen una banda incompleta negra en el pecho (solo distinguible en el centro del pecho, y que no conecta con la cabeza negra). Los machos de las islas Obi carecen de la barbilla negra.